# O Magnata
O Magnata é um filme de drama brasileiro de 2007, dirigido por  Johnny Araújo e roteirizado por Chorão, vocalista da banda Charlie Brown Jr. Estrelado por Paulo Vilhena no papel-título, o filme conta a história de um jovem rico que não conhece limites para ter o que quer lidando com as consequências de seus atos impensáveis. Maria Luísa Mendonça, Rosanne Mulholland, Chico Díaz, Juliano Cazarré e Priscila Sol interpretam os demais papéis.
O Magnata foi lançado nos cinemas do Brasil em 15 de novembro de 2007 pela Buena Vista International. O filme foi recebido com críticas mistas e negativas por parte da crítica especializada, que, apesar de elogiar o trabalho de direção e elenco, recebeu crítica a respeito da superficialidade e o desfecho do enredo. Comercialmente, o filme teve um sucesso moderado, ultrapassando R$ 1 milhão de bilheteria acumulada nos cinemas. Foi vencedor do 4º Prêmio Sesi-Fiesp do Cinema Paulista.

## Enredo
Lindo, rico, famoso, ícone do rock, querido entre os amigos e com as mulheres aos seus pés, Magnata (interpretado por Paulo Vilhena) tem tudo o que um jovem pode desejar e não reconhece limites para suas ambições. Seja com a turma do skate (Chivitz, Cabeça, Ricardinho e Taroba) ou com sua banda de punk rock (Ideal Stereo), ele sempre é o centro das atenções. Rebelde e arrogante, ele entende o preço de tudo, porém desconhece o valor das coisas. Sua consciência se assemelha à de uma criança carente de afeto dos pais durante a infância. Uma espécie de "grilo falante" que o acompanha na história (interpretado por Marcelo Nova) e que se diverte ironizando as ações do protagonista.
O principal problema em sua vida é sua mãe, Vilma (interpretada por Maria Luísa Mendonça), uma mulher desiludida que afoga suas mágoas em álcool. Seu pai faleceu quando ele ainda era criança, e Magnata vive com ela em um ambiente de brigas e discussões violentas, marcado por um relacionamento carregado de ódio e ressentimento. Ela se envolve romanticamente com Ribeiro (interpretado por Chico Díaz), um ex-advogado oportunista que se aproveita da fortuna do falecido pai de Magnata, incitando sua ira. Apesar de ter o mundo aos seus pés, tudo parece permitido até que uma brincadeira perigosa entre amigos se transforma em um grande pesadelo. Em questão de quatro dias, a vida de Magnata se descontrola como um carro desgovernado prestes a capotar a qualquer momento. Com a mentalidade revoltada de um adolescente de 15 anos sem o amparo paterno, ele age impulsivamente.
Em meio a essa situação explosiva, ele descobre o amor. Enquanto uma de suas admiradoras, Rê (interpretada por Priscila Sol), tenta seduzi-lo, ele acaba conhecendo e se apaixonando pela prima, Dri (interpretada por Rosanne Mulholland), uma jovem de boa família que retorna de Nova Iorque para refletir sobre sua vida e buscar seu sonho de se tornar escritora. Dri parece ser a única capaz de evitar a explosão iminente, pois somente ela pode ajudar Magnata a se tornar menos egocêntrico e mais humano. No entanto, o tempo está contra eles. Magnata tem a oportunidade de se redimir, mas quando as coisas fogem do controle, pode ser tarde demais.

## Elenco
- Paulo Vilhena como Magnata[2]
- Rosanne Mulholland como Dri
- Maria Luísa Mendonça como Vilma
- Chico Díaz como Ribeiro
- Juliano Cazarré como Cabeça
- Priscila Sol como Rê
- Chivitz como ele mesmo
- Milhem Cortaz como Lúcio Flávio
- Tubarão como ministro
- Renato Taroba como ele mesmo
- Murilo Salles como Ricardinho
- Radjja como ele mesmo
- Marcelo Nova como consciência do Magnata

### Participação especial
- Os Gêmeos
- João Gordo
- Marcelo D2
- Charlie Brown Jr.
- Dead Fish
- Tolerância Zero
- DJ Cia
- SP Funk
- Bob Burnquist
- Sandro Dias
- Yuppie
- Allan Mesquita
- Tiririca
- Marcos Mion
- Markon Lobotomia

## Produção
"O Magnata é um jovem problemático e esquizofrênico que tem vontade de provar do próprio sangue. Sua mãe é alcoólatra, ausente e desequilibrada e casou-se com seu falecido pai apenas por interesse. Ela tem um caso com o advogado Ribeiro, inimigo do Magnata.

— Conta Chorão em entrevista para o Gazeta do Povo.
O filme marca a estreia de Johnny Araújo como diretor de cinema. Araújo já tinha construindo uma carreira no audiovisual produzindo e dirigindo diversos videoclipes, até premiado. O roteiro do filme foi criado pelo cantor Chorão, então vocalista da banda de rock Charlie Brown Jr., com quem Johnny Araújo já havia trabalhando dirigindo videoclipes. O ator Paulo Vilhena foi convidado especialmente por Chorão para interpretar o protagonista do filme, e o ator aceitou o papel antes mesmo de ler o roteiro, alegando que queria adquirir experiência cinematográfica e estar no dia a dia dos bastidores de gravações de um filme. Para interpretar a mocinha "Dri", Rosanne Mulholland foi a escolhida após passar por teste de elenco. Ao todo, os custos de produção do filme foi de R$ 5 milhões.
Johnny Araújo explicou que procurou dar ao filme uma abordagem atrativa para o público jovem, buscando contar uma história completa, apesar de reconhecer que não se trata de uma narrativa que provoca reflexões profundas. Ele reconhece que o filme pode ser criticado por ser comercial e não artístico, mas destaca a importância de abrir espaço para filmes comerciais direcionados ao público adolescente no cenário do cinema nacional, especialmente em um período de baixa bilheteria. Araújo enfatiza que, embora o filme possa ser alvo de críticas, ele representa uma tentativa de explorar um novo nicho no mercado cinematográfico brasileiro.

### Ficha técnica
O filme tem colaboração no roteiro de Bráulio Mantovani, Messina Neto, Carlos Cortez e Danilo Gullane. A direção de fotografia é de André Modugno, a direção de arte fica a cargo de Clóvis Bueno e a montagem é de Rodrigo Menecucci. Apollo Nove contribui na trilha sonora, Márcia Faria atua como diretora assistente, Luiz Mário Vicente e Roberto Áudio cuidam da preparação dos atores, Vivian Golombek e Renata Kalman são responsáveis pelo casting, David Parizotti pelo figurino, Gabi Moraes pela maquiagem, efeitos e animação são realizados pela Pix Post, o som direto é de Louis Robin, o desenho de som é de Luiz Adelmo, a mixagem é de Armando Torres Jr. e a coordenação de pós-produção é de Alessandra Casolari e Patrícia Nelly. Manuela Mandler e Fred Avellar coordenam o marketing, enquanto a direção de produção é de André Montenegro. A produção executiva é de Caio Gullane, Fabiano Gullane, Debora Ivanov e Paulo Ribeiro, que também são os produtores.

## Lançamento
O filme lançado diretamente nos cinemas do Brasil em 15 de novembro de 2007. Em 2008, o filme foi selecionado para o Los Angeles Brazilian Film Festival e o Festival de Cinema Brasileiro de Nova Iorque.

## Recepção

### Bilheteria
O Magnata teve um moderado desempenho de bilheteria. De acordo com dados da Agência Nacional do Cinema (Ancine), O Magnata foi exibido em 67 salas de cinemas em seu lançamento original, em 2007, sendo assistido por 149.463 espectadores. Ao todo, a renda acumulada em seu período de exibição foi de R$ 1.141.389,00.

### Resposta da crítica

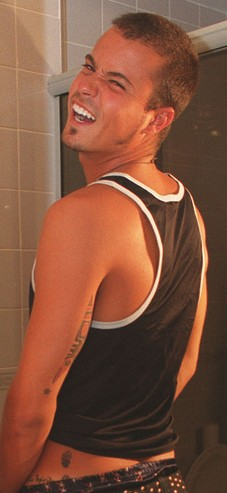
Paulo Vilhena teve seu desempenho destacado pela crítica.

O Magnata teve uma recepção morna pela crítica especializada. Escrevendo para o G1, Débora Miranda elogiou a estreia de Johnny Araújo na direção de longa-metragem e o desempenho de Paulo Vilhena como protagonista: "[...] o estreante Johnny Araújo, bem-conceituado diretor de videoclipes e parceiro de Chorão em alguns trabalhos com o Charlie Brown Jr., conduz o longa perfeitamente, e Paulo Vilhena acerta a mão como o riquinho que quer ser mano". No entanto, Miranda apontou uma questão sobre o filme, mencionando que o maior problema reside em seu desfecho. Ela sugere que Chorão, possivelmente influenciado pela trajetória negativa do personagem e sua ascensão ao longo da trama, optou por um desfecho trágico e improvável, que poderia ser considerado clichê para quem já assistiu a diversas produções de Hollywood.
O jornal Gazeta do Povo publicou uma resenha desfavorável sobre o filme, destacando que, embora o diretor tenha acertado ao tornar O Magnata visualmente atraente e com um ritmo cativante para os adolescentes, isso não evita que o resultado final do filme, programado para estrear em 15 de novembro, seja uma decepção previsível e moralista. A crítica observa que a indústria do entretenimento comete novamente o equívoco de presumir, como evidenciado pelos declínios na audiência da série televisiva Malhação, que os adolescentes consomem qualquer conteúdo sem hesitação ou que apreciam ser alvo de lições moralizantes.

### Prêmios e indicações
No 4° Prêmio Fiesp/Sesi-SP do Cinema Paulista, o filme se saiu vencedor nas categoria de melhor montagem para Rodrigo Menecucci e melhor trilha sonora para Charlie Brown Jr. e Apollo Nove.